# Xã Lingo, Quận Macon, Missouri
Xã Lingo (tiếng Anh: Lingo Township) là một xã thuộc quận Macon, tiểu bang Missouri, Hoa Kỳ. Năm 2010, dân số của xã này là 492 người.